# Henri Ursleur
Henri Ursleur, né le 2 mai 1857 à Cayenne (Guyane) et mort le 25 décembre 1917 à Grenoble (Isère), est un homme politique français.

## Biographie
Petit-fils d'un maître maçon libre de couleur, Henri-Louis-Hippolyte Ursleur est le fils de l'avocat Philistall Ursleur (1823-1892), qui deviendra bâtonnier du barreau de Cayenne et conseiller privé de la Guyane.
Henri se rend à l'âge de seize ans en métropole. À l'issue d'études classiques et juridiques commencées à Bordeaux et poursuivies à Paris, il est reçu licencié en droit devant la faculté de la capitale. De retour à Cayenne, il s'y établit comme avocat et avoué. Il y dirige plus tard l’École préparatoire de droit, ce qui lui vaudra la distinction d'officier d'Académie.
Conseiller général de Cayenne depuis 1888, il préside l'assemblée guyanaise à partir de 1892. À ce titre, il œuvre en faveur des intérêts de l'industrie aurifère et de la laïcisation des institutions locales. Il est également le maire de Cayenne entre 1890 et 1898.
Lors des élections législatives de 1898, Henri Ursleur se présente contre le député sortant Gustave Franconie, qu'il bat dès le premier tour, par 1 393 voix contre 1 163. À la Chambre, il s'inscrit au groupe radical-socialiste. Également secrétaire de la réunion parlementaire coloniale et maritime, il est partisan de la décentralisation, réclamant plus d'autonomie pour la Guyane. Opposé à la transportation pénale dans cette colonie, il obtient le vote de la loi du 10 juillet 1901, qui impose aux bagnards libérés mais astreints à résidence de séjourner dans la région du Maroni et de se tenir ainsi éloignés de Cayenne.
Membre du Parti républicain, radical et radical-socialiste (PRRRS), il devient l'un des secrétaires du comité exécutif de ce parti le 25 janvier 1905.
Réélu en 1902, avec 1 611 suffrages contre 1 031 à Franconie, Henri Ursleur est finalement battu par l'ancien député socialiste en 1906. Ursleur se présente à nouveau en 1910, face à l'ancien gouverneur Albert Grodet, socialiste indépendant. Ce dernier est élu dès le premier tour par 1 605 suffrages contre 1 365 à Ursleur.
Nommé en 1912 entreposeur spécial des tabacs à Grenoble, Henri Ursleur meurt dans cette ville le 25 décembre 1917.